# Libero De Rienzo
Pasquale Libero De Rienzo (Napoli, 24 febbraio 1977 – Roma, 15 luglio 2021) è stato un attore italiano.

## Biografia
Nacque a Napoli, nel quartiere di Chiaia, figlio di Fiore De Rienzo (1950-2025), originario di Paternopoli (AV), e di Nunzia Rondinella, nata a Napoli da famiglia di antiche origini partenopee. In seguito alla scomparsa della madre, morta prematuramente quando Libero aveva soltanto due anni, si trasferì al seguito del padre a Roma, dove crebbe. Era anche nipote del musicista Gigi De Rienzo, storico bassista di Pino Daniele.
Appassionatosi alla recitazione seguendo il padre, attore e giornalista del programma TV Chi l'ha visto?, nonché aiuto regista di Citto Maselli, ebbe modo di debuttare nel mondo della recitazione nel 1996, frequentando il gruppo catalano La Fura dels Baus, per poi continuare l'esperienza teatrale collaborando col gruppo romano "Area Teatro".
Libero De Rienzo era affettuosamente soprannominato dai suoi amici "Picchio".
Esordì sul grande schermo nel film del 1999 Asini, diretto da Antonello Grimaldi, dove affiancò in un ruolo co-primario Claudio Bisio, Giovanna Mezzogiorno, Fabio De Luigi e Renato Carpentieri. Il successo arrivò poco più tardi con la partecipazione in due film di Marco Ponti: Santa Maradona (2001), dove si divise le scene col protagonista Stefano Accorsi, e grazie al quale riscosse fama e apprezzamenti (vinse il David di Donatello 2002 come miglior attore non protagonista), e A/R Andata + Ritorno (2004), dove fu affiancato in quanto protagonista da Vanessa Incontrada. Sempre nel 2001 fece un cameo nel film Benzina e nel 2003 ha partecipato al film Mundo civilizado di Luca Guadagnino. Della pellicola Sangue - La morte non esiste (2006) fu anche sceneggiatore, montatore e regista, vincendo alcuni premi cinematografici, tra cui il Ciak d'oro l'anno successivo.

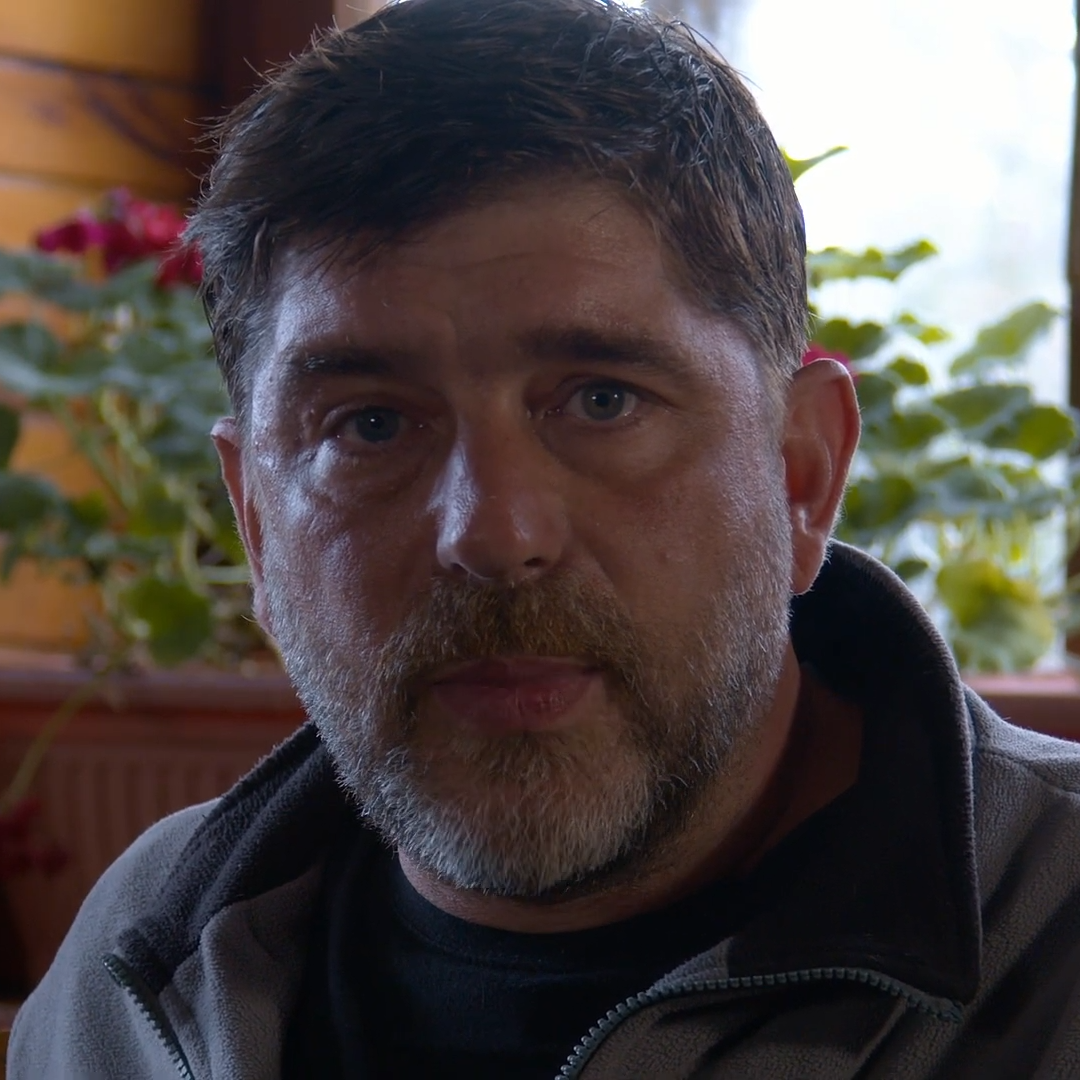
Libero De Rienzo durante il backstage di Takeaway.

Lavorò anche in alcune produzioni televisive, tra cui Più leggero non basta (1998), Nassiriya - Per non dimenticare (2007) e Aldo Moro - Il presidente (2008). Nel 2009 tornò sul grande schermo con Fortapàsc di Marco Risi, film su Giancarlo Siani, il giornalista de Il Mattino ucciso nel 1985 dalla camorra. L'interpretazione del giornalista, considerata una delle sue migliori prove da attore, gli valse una candidatura ai David di Donatello 2010 come migliore attore protagonista. Dopo aver recitato in La kryptonite nella borsa (2011) di Ivan Cotroneo, tra il 2014 ed il 2017 fu tra i protagonisti della trilogia di Smetto quando voglio, diretta da Sydney Sibilia, sulle vicende di una banda di giovani ricercatori precari che si improvvisano spacciatori. L'interpretazione nel primo film della trilogia nel 2014 gli valse una seconda candidatura ai David di Donatello come miglior attore non protagonista. La sua ultima interpretazione cinematografica è in Takeaway (2021) di Renzo Carbonera. 
L'attore è morto improvvisamente il 15 luglio 2021 nella sua casa di Roma, stroncato da un infarto all'età di soli 44 anni. La Procura di Roma ha aperto un'inchiesta per morte in conseguenza di altro reato, essendo stato rinvenuto nella sua abitazione un piccolo quantitativo d'eroina destinato ad uso personale, disponendone perciò l'autopsia. L'esame tossicologico ha confermato il decesso a causa di un'overdose. Libero De Rienzo è morto in seguito “ad un arresto cardiorespiratorio per intossicazione acuta da eroina“. Il 28 luglio è stato arrestato lo spacciatore che, sulla base dei tabulati telefonici, avrebbe venduto la dose di eroina ritrovatagli poi in casa il giorno della morte. Dopo la benedizione del feretro, avvenuta il 22 luglio, al cimitero di Paternopoli, l'attore è stato sepolto accanto alla madre e al nonno paterno.

## Vita privata
Era sposato con la scenografa Marcella Mosca, con la quale ha avuto due figli, nati nel 2015 e nel 2019.
De Rienzo era fortemente legato all'isola di Procida, isola della quale è originaria la moglie e che l'attore conosceva fin da bambino, sulla quale aveva anche acquistato casa con la compagna. L'amore per l'isola lo ha portato a sostenere e farsi promotore di numerose battaglie civili, come quella in difesa del piccolo Pronto Soccorso locale; inoltre, con la compagna e alcuni abitanti dell'isola, ha ideato e realizzato il festival Arthetica nel cortile del complesso monumentale di Palazzo D'Avalos, ex penitenziario di Procida, dando un contributo alla scelta dell'isola come capitale italiana della cultura nel 2022.
Appassionato di apnea e subacquea con autorespiratore, nel 2018 aveva iniziato l'addestramento per ottenere il brevetto di rescue diver, che comprende tutte le attività necessarie per la pratica della rianimazione cardio-polmonare di un subacqueo.

## Filmografia

### Attore

#### Cinema
- Asini, regia di Antonello Grimaldi (1999)
- La via degli angeli, regia di Pupi Avati (1999)
- A mia sorella!, regia di Catherine Breillat (2001)
- Santa Maradona, regia di Marco Ponti (2001)
- Benzina, regia di Monica Stambrini (2001)
- Gioco con la morte, regia di Maurizio Longhi (2002)
- Mundo civilizado, regia di Luca Guadagnino (2003)
- A/R Andata + Ritorno, regia di Marco Ponti (2004)
- Sangue - La morte non esiste, regia di Libero De Rienzo (2005)
- Milano Palermo - Il ritorno, regia di Claudio Fragasso (2007)
- Fortapàsc, regia di Marco Risi (2009)
- Le ultime 56 ore, regia di Claudio Fragasso (2010)
- Tutti al mare, regia di Matteo Cerami (2011)
- La kryptonite nella borsa, regia di Ivan Cotroneo (2011)
- Miele, regia di Valeria Golino (2013)
- Smetto quando voglio, regia di Sydney Sibilia (2014)
- Ho ucciso Napoleone, regia di Giorgia Farina (2015)
- La macchinazione, regia di David Grieco (2016)
- Cristian e Palletta contro tutti, regia di Antonio Manzini (2016)
- Smetto quando voglio - Masterclass, regia di Sydney Sibilia (2017)
- Easy - Un viaggio facile facile, regia di Andrea Magnani (2017)
- La casa di famiglia, regia di Augusto Fornari (2017)
- Smetto quando voglio - Ad honorem, regia di Sydney Sibilia (2017)
- Una vita spericolata, regia di Marco Ponti (2018)
- Restiamo amici, regia di Antonello Grimaldi (2018)
- Dolceroma, regia di Fabio Resinaro (2019)
- I due papi, regia di Fernando Meirelles (2019)
- A Tor Bella Monaca non piove mai, regia di Marco Bocci (2019)
- Cambio tutto!, regia di Guido Chiesa (2020)
- Il caso Pantani - L'omicidio di un campione, regia di Domenico Ciolfi (2020)
- Fortuna, regia di Nicolangelo Gelormini (2020)
- Appunti di un venditore di donne, regia di Fabio Resinaro (2021)
- Una relazione, regia di Stefano Sardo (2021)
- Takeaway, regia di Renzo Carbonera (2021)

#### Televisione
- Più leggero non basta – film TV (1998)
- Il sequestro Soffiantini – film TV (2002)
- La mia casa in Umbria – film TV (2003)
- Nassiriya - Per non dimenticare – film TV (2007)
- Aldo Moro - Il presidente – film TV (2008)
- Caccia al re - La narcotici – serie TV, 6 episodi (2011)
- Sfida al cielo - La narcotici 2 – serie TV, 4 episodi (2015)
- Squadra mobile – serie TV, 14 episodi (2017)
- Pubblicità
- 1995: pasta Barilla
- Dal 1998 al 2000 è testimonial di uno spot della Renault Clio 16v che vede percorrere diversi Stati europei con una serie di altri attori con diversi tipi di Clio '98 alla ricerca di una sposa che si doveva sposare ed è fuggita.

### Regista

#### Cinema
- Sangue - La morte non esiste (2005)

#### Videoclip
- Meg – Audioricordi (2005)
- Willie Peyote – La tua futura ex moglie (2019)

## Riconoscimenti
- David di Donatello[7]
  - 2002 – Miglior attore non protagonista per Santa Maradona
  - 2010 – Candidatura al miglior attore protagonista per Fortapàsc
  - 2014 – Candidatura al miglior attore non protagonista per Smetto quando voglio
- Nastro d'argento[28]
  - 2002 – Candidatura al miglior attore non protagonista per Santa Maradona
  - 2007 – Candidatura al miglior regista esordiente per Sangue - La morte non esiste
  - 2009 – Candidatura al miglior attore protagonista per Fortapàsc
- Ciak d'oro
  - 2002 – Candidatura al miglior attore non protagonista per Santa Maradona
  - 2007 – Candidatura al migliore montaggio per Sangue - La morte non esiste
- Festival internazionale del cinema di Mar del Plata[29]
  - 2002 – Miglior attore per Santa Maradona

## Omaggi
La rock band romana Hofmann Orchestra ha dedicato all'attore il brano Liquefatto.
Il rapper torinese Willie Peyote ha dedicato all'attore il brano Sempre lo stesso film, contenuto nell'album Pornostalgia.